# Спурій Постумій Альб Регіллен
Спу́рій Посту́мій Альб Регілле́н (лат. Spurius Postumius Albus Regillensis; ? — після 446 до н. е.) — політичний. державний і військовий діяч часів Римської республіки, консул 466 року до н. е.

## Життєпис
Походив з патриціанського роду Постуміїв. Син Авла Постумія Альба Регіллена, консула 496 року до н. е. Про молоді роки нічого невідомо. 
У 466 році до н. е. його було обрано консулом разом з Квінтом Сервілієм Пріском Структом. Очолив військо проти еквів, проте не зміг здобути рішучої перемоги. Під час своєї каденції висвятив Храм Юпітера на пагорбі Квірінал. У 462 році до н. е. увійшов до колегії авгурів.
У 454 році до н. е. його було включено до посольства, яке рушило до Афін задля ознайомлення із законами Солона. Тут вивчав давньогрецьку мову. У 451 році до н. е. увійшов до першої колегії децемвірів, яка розробляла перші закони XII таблиць. 446 року до н. е. як легат брав участь у битві при Корбіоні, де зазнали поразки об'єднані сили вольсків та еквів. 
Про подальшу долю Спурія Постумія немає відомостей.

## Родина
- Син Спурій Постумій Альб Регіллен, військовий трибун з консульською владою 432 року до н. е.